# Sông Chapare
Sông Chapare nằm tại Bolivia và là một chi lưu của sông Mamoré thuộc lưu vực sông Amazon. Không khởi nguồn từ điểm hợp dòng giữa sông Espíritu Santo và sông San Mateo tại tỉnh Cochabamba ở Villa Tunari. Đây là tuyến đương thủy chính của tỉnh Chapare. Giống cá Gephyrocharax chaparae được tìm thấy ở trên sông và tên gọi của nó cũng xuất phát từ nơi đây.